# Ar Baol-Skoubleg

Localització d'Ar Baol-Skoubleg

Ar Baol-Skoubleg (Ar Baol-Skoubleg, en bretó; La Baule-Escoublac, en francès) és un comú històricament bretó, que administrativament pertany al departament francès del Loira Atlàntic i a la regió del País del Loira. El 2006 tenia 16.095 habitants. Limita al nord-oest amb Guérande, al nord amb Saint-André-des-Eaux, al nord-est amb Saint Nazaire, l'oest amb Le Pouliguen al sud amb Oceà Atlàntic i al sud-est amb Pornichet. En aquest municipi hi va passar els últims mesos d'exili el president de la Generalitat de Catalunya Lluís Companys.

## Demografia
| Evolució de la població Cassini i INSEE |      |       |      |       |      |       |       |       |
| 1793                                    | 1800 | 1806  | 1821 | 1831  | 1836 | 1841  | 1846  | 1851  |
| 1 600                                   | 796  | 1 113 | 933  | 1 238 | -    | 1 190 | 1 179 | 1 217 |

| 1856  | 1861  | 1866  | 1872  | 1876  | 1881  | 1886  | 1891  | 1896  |
| ----- | ----- | ----- | ----- | ----- | ----- | ----- | ----- | ----- |
| 1 180 | 1 157 | 1 200 | 1 172 | 1 223 | 1 415 | 1 535 | 1 648 | 1 912 |

| 1901  | 1906  | 1911  | 1921  | 1926  | 1931  | 1936  | 1946   | 1954   |
| ----- | ----- | ----- | ----- | ----- | ----- | ----- | ------ | ------ |
| 1 777 | 2 167 | 2 727 | 3 395 | 5 051 | 6 126 | 6 115 | 15 205 | 13 166 |

| 1962   | 1968   | 1975   | 1982   | 1990   | 1999   | 2006 | 2011 | 2016 |
| ------ | ------ | ------ | ------ | ------ | ------ | ---- | ---- | ---- |
| 13 004 | 13 336 | 15 006 | 14 553 | 14 845 | 15 831 | -    | -    | -    |

| 2019 | - | - | - | - | - | - | - | - |
| ---- | - | - | - | - | - | - | - | - |
| -    | - | - | - | - | - | - | - | - |

## Administració
| Període   | Identitat                            | Partit |
| --------- | ------------------------------------ | ------ |
| 1790-1791 | Mathurin Phelippes de Beauregard     |        |
| 1791-1795 | Julien Texiouer                      |        |
| 1800-1815 | Pierre Chaffiraud                    |        |
| 1815-1816 | de Sécouillon                        |        |
| 1816-1826 | Louis Le Pourceau de Tréméac         |        |
| 1826-1831 | Olivier Berthaltitude                |        |
| 1832-1835 | François Pierre Dauce                |        |
| 1835-1837 | Jacques Olivier                      |        |
| 1837-1848 | François Pierre Duracel              |        |
| 1848-1852 | Pierre Berthaudrain                  |        |
| 1852-1870 | Étienne Breny                        |        |
| 1870-1871 | Jean Marie Le Gall                   |        |
| 1871-1876 | Étienne Breny                        |        |
| 1876-1884 | François Athanase Durand             |        |
| 1884-1891 | Jean François Sohier                 |        |
| 1891-1900 | François Athanase Durand             |        |
| 1900-1917 | Edouard Trabaud Kirkham              |        |
| 1917-1925 | André Pavie                          |        |
| 1925-1935 | Roger Maury de Lapeyrouse Vauvresson |        |
| 1935-1939 | Louis Lajarrige                      |        |
| 1939-1945 | Marcel Rigaud                        |        |
| 1945-1971 | René Dubois                          |        |
| 1971-1995 | Olivier Guichard                     | RPR    |
| 1995-     | Yves Métaireau                       | UMP    |

## Agermanaments
- Hombourg (Saarland)
- Inverness (Escòcia)

## Personatges il·lustres
- Nicolas Giffard, Mestre Internacional d'escacs, dos cops Campió de França.
- Robert Le Grand, fundador de Coop Breizh.

## Galeria d'imatges

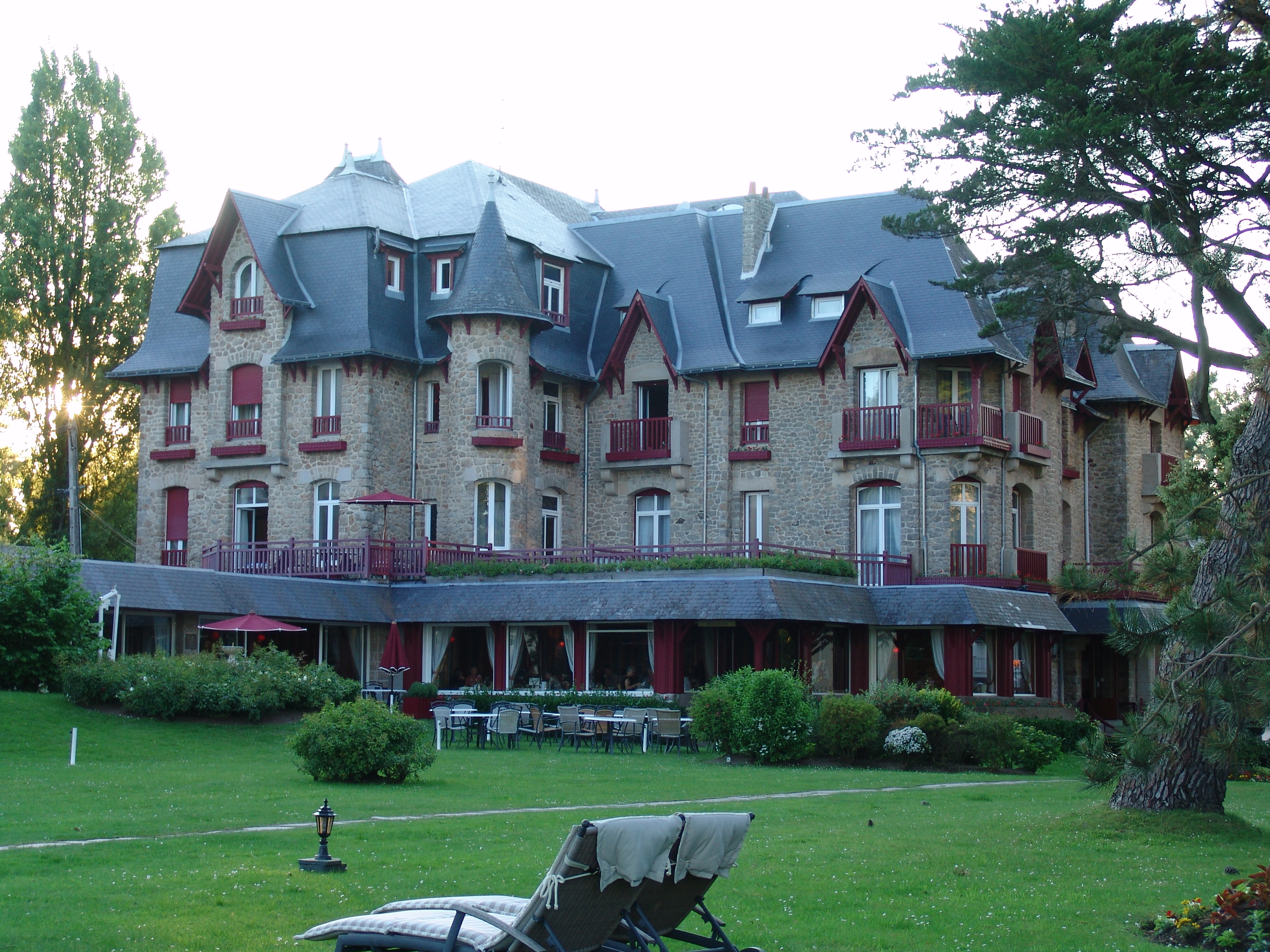
El Castell Marie-Louise
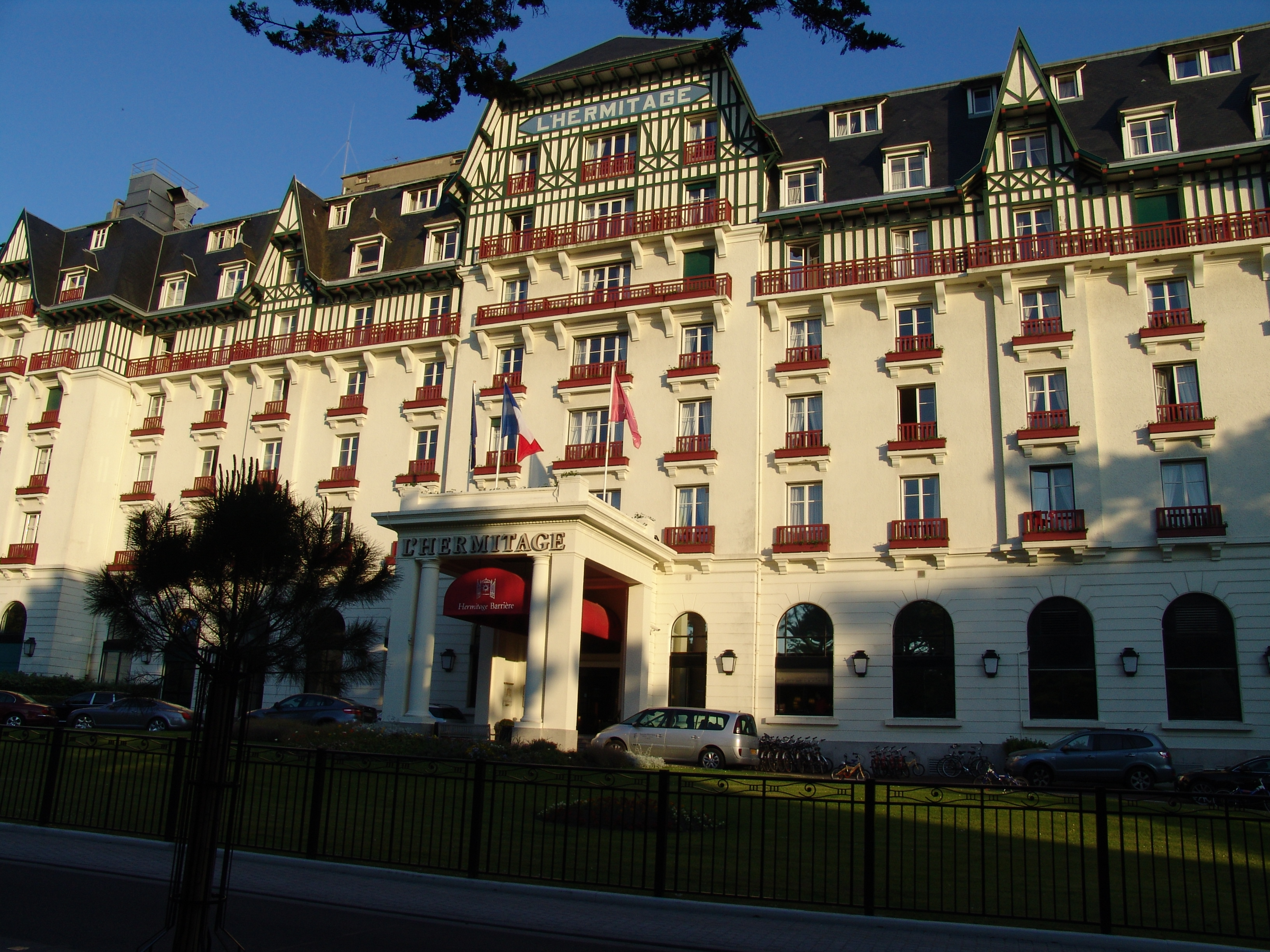
L'Hermitage
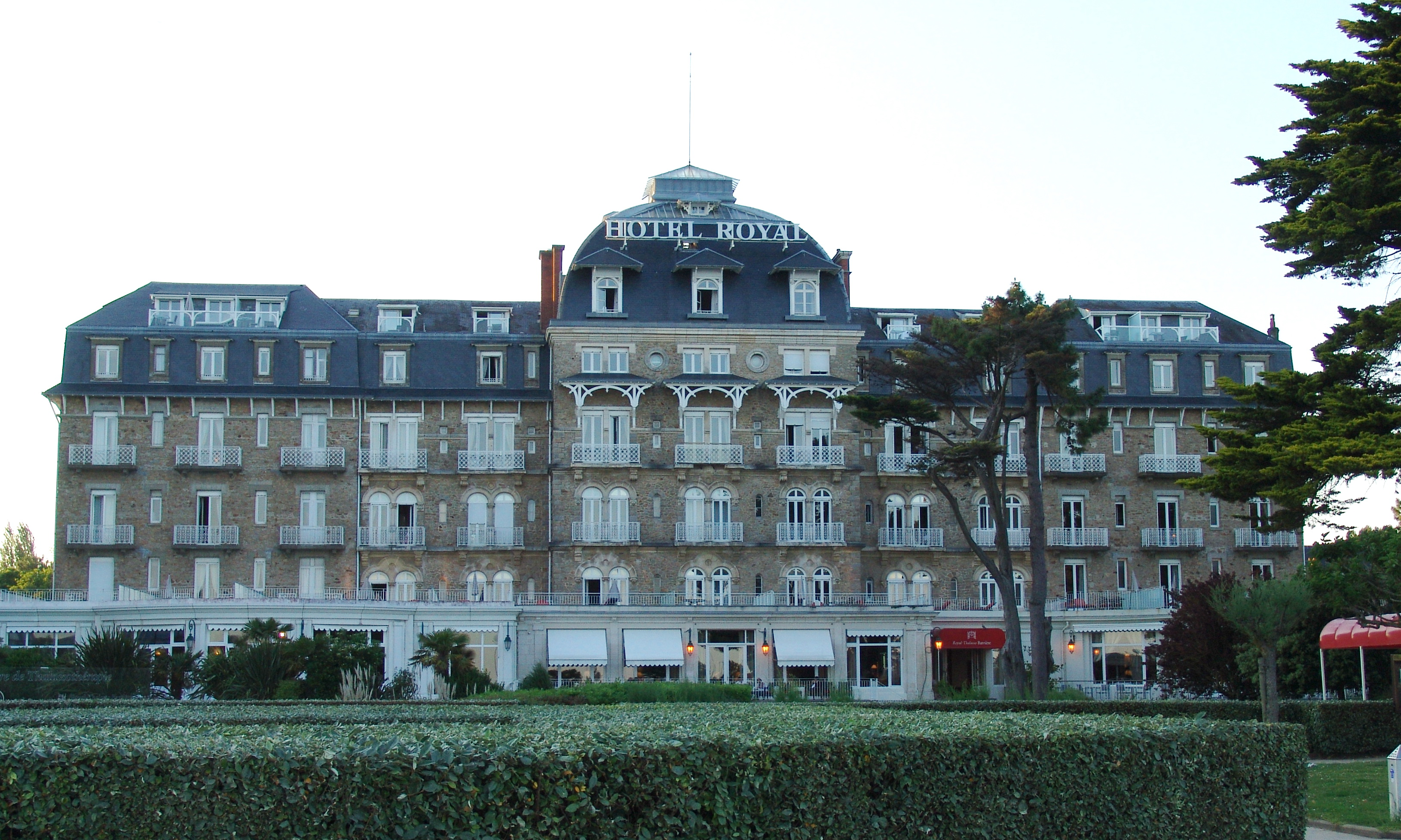
El Royal
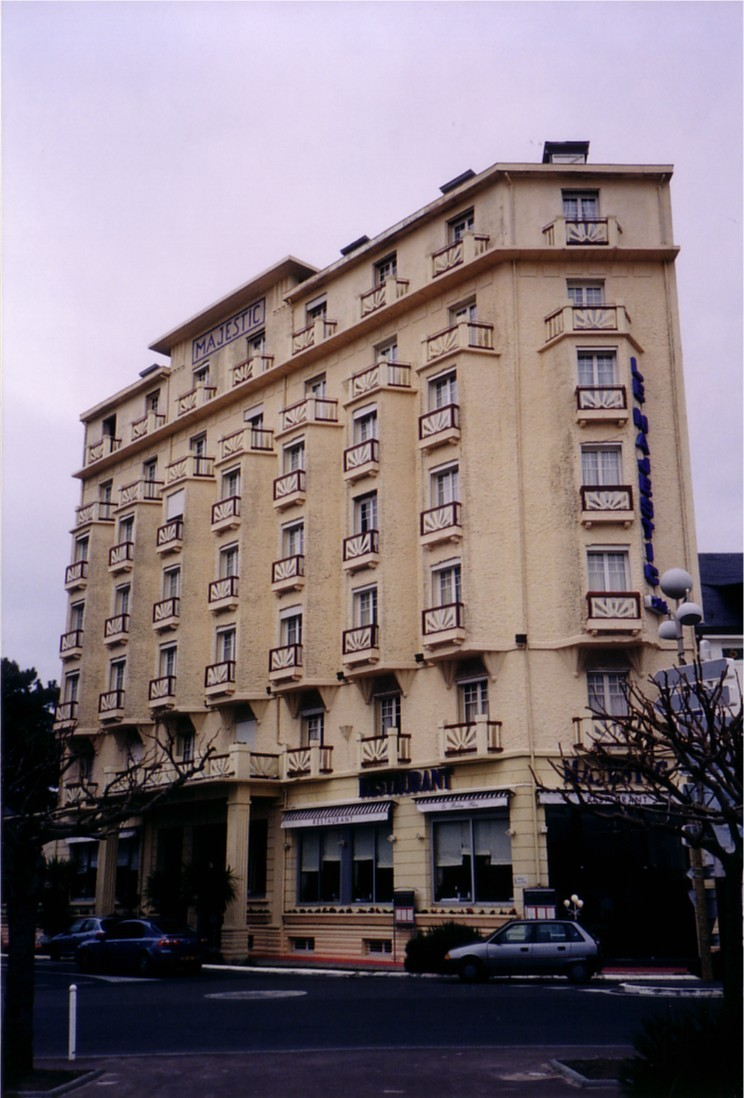
El Majestic